# Helicella juglans
Helicella juglans is een slakkensoort uit de familie van de Hygromiidae. De wetenschappelijke naam van de soort is voor het eerst geldig gepubliceerd in 1991 door E. Gittenberger.